# Franco Bertoli
Franco Bertoli (Udine, 29 aprile 1959) è un allenatore di pallavolo, dirigente sportivo ed ex pallavolista italiano.
Giocava nel ruolo di schiacciatore.

## Carriera

### Giocatore

#### Club

Bertoli (in piedi, terzo da sinistra) nel CUS Torino campione d'Italia 1978-79

Crebbe sportivamente tra Udine e Padova, città dove esordì in Serie A con la maglia del Petrarca nella stagione 1976-77 nel ruolo di schiacciatore. Successivamente venne trasferito al CUS Torino di Silvano Prandi, dove conquistò tre Scudetti (1978-79, 1979-80, 1980-81) e la prima Coppa dei Campioni vinta da una squadra non proveniente dall'Europa dell'Est (1980).
Nella stagione 1983-84 fu ingaggiato dalla Panini di Modena, il cui posto di allenatore fu occupato, a partire dalla stagione 1985-86, da Julio Velasco. Dopo le prime vittorie in Coppa CEV (1984 e 1985), Coppa delle Coppe (1986) e Coppa Italia (1984-85, 1985-86), la squadra conquistò una serie di quattro Scudetti consecutivi (1985-86, 1986-87, 1987-88, 1988-89). In Emilia vinse ancora la Coppa Italia 1988-89 e la Coppa dei Campioni 1989-90, quest'ultima la prima per il club gialloblù.
Nel 1990 venne trasferito al Gonzaga Milano con cui vinse una Coppa delle Coppe e un Mondiale per Club, e che guidò alla finale play-off nel campionato 1992-93, persa contro il Parma.
Chiuse la carriera dopo aver disputato il diciannovesimo campionato in Serie A1, nella stagione 1993-94, come settimo giocatore con la Daytona Modena, vincendo ancora la Coppa Italia a Perugia in final four contro Parma e Milano. La maglia gialloblù numero quattro, utilizzato da Bertoli negli anni al Modena, venne ritirata dal club dal 1994 al 2014.

#### Nazionale
Esordì in azzurro l'11 maggio 1980 a Zagabria, nell'ex Jugoslavia. Totalizzò 219 presenze in nazionale, vincendo anche un oro ai Giochi del Mediterraneo di Rabat nel 1983. Scelse di chiudere con l'Italia nel 1988 per dedicarsi unicamente alle squadre di club.

### Dopo il ritiro

Bertoli (in alto a destra), divenuto direttore generale della Daytona, festeggia con la squadra la vittoria della Supercoppa italiana 1997.

Dopo essersi ritirato dal volley giocato divenne direttore generale della Daytona, ruolo che ricoprì dal 1994 al 2000.
Nel 2002 divenne presidente del CONI di Modena, rimanendo in carica fino al 2012. Contemporaneamente, dal 2001 al 2012 collaborò come commentatore per Sky Sport. Dal 2002 al 2005 visse un'esperienza nel mondo del calcio, in qualità di responsabile commerciale e Stadium Manager del Parma.
Nel 2010 si candidò per il Partito Democratico al Consiglio Regionale dell'Emilia-Romagna. Nell'aprile 2012, a seguito delle dimissioni di Horacio Del Federico, assunse l'incarico di allenatore del Genova, squadra militante in Serie A2, per condurla nell'ultima giornata di campionato e nei successivi play-off promozione.
Dal 2024 è ambassador della Federazione Italiana Pallavolo.

## Palmarès

### Giocatore

#### Club

##### Competizioni nazionali
- Campionato italiano: 7

CUS Torino: 1978-79, 1979-80, 1980-81
Panini: 1985-86, 1986-87, 1987-88, 1988-89
- Coppa Italia: 5

Panini/Daytona: 1984-85, 1985-86, 1987-88, 1988-89, 1993-94

##### Competizioni internazionali

Da sinistra: Bertoli, Andrea Zorzi, Andrea Lucchetta e Stefano Recine festeggiano la vittoria del Gonzaga Milano nel mondiale per club 1990

- Coppa dei Campioni: 2

CUS Torino: 1979-80
Panini: 1989-90
- Coppa CEV: 3

Panini: 1982-83, 1983-84, 1984-1985
- Coppa delle Coppe: 2

Panini: 1985-86
Gonzaga Milano: 1992-93
- Campionato mondiale per club: 2

Gonzaga Milano: 1990, 1992